# Jestem legendą (powieść)
Jestem legendą (ang. I Am Legend) – post-apokaliptyczna powieść grozy amerykańskiego pisarza Richarda Mathesona, wydana 17 sierpnia 1954 roku. Uznana za jedną z najważniejszych powieści o wampirach w XX wieku.
Powieść Richarda Mathesona była inspiracją dla takich filmów jak Ostatni człowiek na Ziemi (1964), Noc żywych trupów (1968), Człowiek Omega (1971) i Jestem legendą (2007).